# Кастаньоле-П'ємонте
Кастаньоле-П'ємонте (італ. Castagnole Piemonte, п'єм. Castagnòle) — муніципалітет в Італії, у регіоні П'ємонт,  метрополійне місто Турин.
Кастаньоле-П'ємонте розташоване на відстані близько 520 км на північний захід від Рима, 22 км на південний захід від Турина.
Населення — 2251 особа (2014).
Щорічний фестиваль відбувається 16 серпня. Покровитель — святий Рох.

## Демографія
Населення за роками:

Станом на 1 січня 2023 року в муніципалітеті офіційно проживало 166 іноземців з 17 країн, серед них 104 громадяни країн Євросоюзу та 2 громадяни України.

## Сусідні муніципалітети
- Кариньяно
- Черченаско
- Ноне
- Озазіо
- Пьобезі-Торинезе
- Скаленге
- Вірле-П'ємонте